# Старо-Село (Ловецька область)
Ста́ро-Се́ло (болг. Старо село) — село в Ловецькій області Болгарії. Входить до складу общини Троян.

## Населення
За даними перепису населення 2011 року у селі проживали 235 осіб.
Національний склад населення села:
| Національність   | Кількість осіб | Відсоток |
| ---------------- | -------------- | -------- |
| болгари          | 214            | 93,4%    |
| цигани           | 12             | 5,2%     |
| Всього відповіли | 229            |          |

Розподіл населення за віком у 2011 році:
Динаміка населення: